# Schafhof (Ahorn)
Schafhof ist ein Gemeindeteil der Gemeinde Ahorn im oberfränkischen Landkreis Coburg.

## Geographie
Das Dorf liegt etwa fünf Kilometer südwestlich von Coburg. Durch den Ort, zu dem Seemühle gehört, führt die Kreisstraße CO 12 nach Wohlbach, von der eine Gemeindeverbindungsstraße nach Hohenstein abzweigt. Der Wohlbach, ein rechter Zufluss der Itz, fließt durch Schafhof. Westlich des Wohlbachs liegt der Ort Ziegelhütte ⊙, der bis 1931 zum Bezirksamt Staffelstein gehörte und inzwischen mit Schafhof zusammengewachsen ist.

## Geschichte
Schafhof hatte 1452 den Ortsnamen „Schaafhoff“. Es handelte sich um eine geschlossene Wirtschaftseinheit, die zu Schloss Hohenstein gehörte. Der Ort war ab 1485 Teil des Kurfürstentums Sachsen, aus dem später das Herzogtum Sachsen-Coburg hervorging.
Schafhof gehört seit 1839 zum evangelisch-lutherischen Kirchensprengel von Ahorn. Zuvor war der Ort Watzendorf zugeordnet gewesen. Die Gemeinde Hohenstein wurde am 20. Juni 1898 nach Schafhof eingegliedert. Die Kinder besuchten in der ersten Hälfte des 20. Jahrhunderts die Schule in Wohlbach.
In einer Volksbefragung am 30. November 1919 stimmten ein Schafhofer Bürger für den Beitritt des Freistaates Coburg zum thüringischen Staat und 39 dagegen. Somit gehörte ab dem 1. Juli 1920 auch Schafhof zum Freistaat Bayern.
1925 hatte das Dorf 105 Einwohner und 16 Wohnhäuser. In Hohenstein lebten 24 Menschen und es gab 5 Wohnhäuser.
1950 zählte Schafhof 171 Einwohner und 23 Wohnhäuser. Aufgrund eines Flüchtlings-Altersheim der Caritas im Schloss Hohenstein lebten 106 Menschen in dem Gemeindeteil.
Am 1. Januar 1971 erfolgte die Eingemeindung von Schafhof nach Ahorn.
1987 hatte Schafhof 179 Einwohner und 43 Wohnhäuser. In Hohenstein lebten 13 Menschen und es gab 7 Wohnhäuser.

## Einwohnerentwicklung
| Jahr | Einwohnerzahl |
| ---- | ------------- |
| 1925 | 105           |
| 1950 | 171           |
| 1970 | 174           |
| 1987 | 179           |